# Ituglanis bambui
Ituglanis bambui är en fiskart som beskrevs av Bichuette och Trajano 2004. Ituglanis bambui ingår i släktet Ituglanis och familjen Trichomycteridae. Inga underarter finns listade i Catalogue of Life.